# Tom Wesselmann
Tom Wesselmann (Cincinnati Ohio, 23 februari 1931 – New York, 17 december 2004) was een Amerikaans kunstschilder, beeldhouwer en graficus die gezien wordt als een belangrijke vertegenwoordiger van de popart.

## Levensloop
Wesselmann ging van 1945 tot 1951 naar de middelbare school te Hiram (Ohio) en studeerde daarna korte tijd psychologie aan de universiteit van Cincinnati. Na zijn diensttijd, die van 1952 tot 1954 duurde, stapte hij over naar de kunstacademie in dezelfde stad, waarna hij van 1956 tot 1959 studeerde aan de Cooper Union in New York.
Zijn eerste solotentoonstelling vond plaats in 1961 in de Tanager Gallery in New York. Hij werkte in het allereerste begin expressionistisch maar keerde zich daar al snel van af en ging kleine collages maken met plaatjes uit tijdschriften. Hij ontwikkelde zich naast Roy Lichtenstein en Andy Warhol tot een van de bekendste figuren binnen de Amerikaanse popart. Een van zijn centrale thema's vormde het vrouwelijke naakt dat hij in talloze variaties uitbeeldde. Tot zijn bekendste werken behoort bijvoorbeeld de vroege serie Great American Nudes. In zijn late fase greep hij hierop terug en schilderde de serie Sunset Nude.
Hij combineerde figuratieve schilderkunst met objectmontages. Zijn werk toont veelal sterk gestileerde en tot groot formaat opgeblazen details van gebruiksvoorwerpen uit de hedendaagse consumptiemaatschappij. Zijn werken werden steeds groter en in de jaren 70 begon hij shaped canvasses te maken waarin hij zijn close-ups vrijstaand uitwerkte op uitgezaagd plaatmateriaal.

## Tentoonstellingen (selectie)
groepstentoonstellingen
- 1962 The Figure, Museum of Modern Art, New York
- 1963 Pop Goes the East, Contemporary Arts Museum Houston, Houston, Texas
- 1965 Young America 1965, Whitney Museum of American Art, New York
- 1968 documenta in Kassel
- 1974 American Pop Art, Whitney Museum of Modern Art, New York
- 1976 Illusion of Reality, Art Gallery of New South Wales, Sydney
- 1977 documenta, Kassel

solotentoonstellingen
- 1994 Retrospektive 1959 - 1993, Kunsthal Rotterdam en tien andere musea in Europa
- 2013 Beyond Pop Art, Musée des beaux-arts de Montréal, Montreal